# Joseph Joyce
Joseph „Joe“ Obey Joyce (* 19. September 1985 in London, England) ist ein britischer Profiboxer im Schwergewicht.

## Amateurkarriere
Joseph Joyce begann erst im Alter von 22 Jahren mit dem Boxsport und wurde 2012 sowie 2014 Englischer Meister, wobei er im Finale jeweils Frazer Clarke besiegte.
Bei den Europameisterschaften 2013 in Minsk gewann er nach einer Halbfinalniederlage gegen Sergei Kusmin eine Bronzemedaille, bei den Weltmeisterschaften 2013 in Almaty schied er gegen Hamza Beguerni aus.
2014 gewann er mit einem Finalsieg gegen Joseph Goodall die Commonwealth Games in Glasgow und konnte 2015 auch die Europaspiele in Baku gewinnen, nachdem er Aleksei Sawatin, Mantas Valavičius, Tony Yoka und Gassan Gimbatow bezwungen hatte. Er startete daraufhin noch bei den Weltmeisterschaften 2015 in Doha, wo er sich gegen Mohamed Arjaoui und Ali Demirezen durchsetzen konnte, ehe er im Halbfinale gegen Tony Yoka mit einer Bronzemedaille ausschied.
Im April 2016 gewann er die europäische Olympiaqualifikation in Samsun durch Siege gegen Wiktor Wychryst, Kem Ljungquist, István Bernáth und Məhəmmədrəsul Məcidov. Er startete daraufhin bei den Olympischen Sommerspielen 2016 in Rio de Janeiro und zog durch Siege gegen Davilson Morais, Bahodir Jalolov und Iwan Dytschko in das Finale ein, wo er umstritten mit 1:2 gegen Tony Yoka unterlag und Silber gewann. Der Kampf war einer von elf, der nach den Olympischen Spielen aufgrund des Verdachts der Manipulation von einer unabhängigen Kommission unter Richard McLaren für den Weltverband AIBA untersucht wurde. Im Dezember 2021 kam die Kommission jedoch zu dem Ergebnis, dass eine Manipulation nicht zweifelsfrei nachzuweisen sei.

### World Series of Boxing
Joseph Joyce boxte von November 2012 bis März 2016 für das Team British Lionhearts in der World Series of Boxing und gewann 14 von 16 Kämpfen, darunter gegen Filip Hrgović, Wiktor Wychryst und Lenier Pero. Seine Niederlagen erlitt er gegen Oleksandr Ussyk und Maxim Babanin.

## Profikarriere
Im Juli 2017 wurde Joyce von Hayemaker Ringstar, einem Joint Venture der Promoter David Haye (Haymaker Promotions) und Richard Schaefer (Ringstar Sports) unter Vertrag genommen. Im April 2019 unterzeichnete er zudem einen Co-Promotion-Deal mit Frank Warren (Queensberry Promotions). Trainiert wurde er unter anderem von Ismael Salas, Abel Sanchez und Adam Booth.
Er gewann sein Debüt am 20. Oktober 2017 in London, besiegte am 5. Mai 2018 Lenroy Thomas beim Kampf um den Commonwealth-Titel im Schwergewicht und am 1. Dezember 2018 Joe Hanks beim Kampf um den Titel WBA-Continental. Den Commonwealth-Titel konnte er im Februar 2019 gegen Bermane Stiverne verteidigen und errang dadurch zusätzlich den Titel WBA-Gold, zudem schlug er im Mai 2019 Alexander Ustinow.
Nachdem er im Juli 2019 noch Bryant Jennings und im Juli 2020 Michael Wallisch besiegt hatte, boxte er am 28. November 2020 gegen den ebenfalls ungeschlagenen Briten Daniel Dubois und siegte durch K. o. in der zehnten Runde. Durch diesen Sieg wurde er darüber hinaus EBU-Europameister, WBO-International-Champion und WBC-Silver-Champion.
Am 24. Juli 2021 schlug er Carlos Takam durch TKO in der sechsten Runde und am 2. Juli 2022 Christian Hammer durch TKO in der vierten Runde.
Am 24. September 2022 boxte er in der Manchester Arena um die vakante Interimsweltmeisterschaft der WBO im Schwergewicht und siegte dabei durch K. o. in der elften Runde gegen Joseph Parker. Diesen Titel verlor er am 15. April 2023 in der Londoner Copper Box Arena durch Ringrichterabbruch (TKO) in der sechsten Runde an den Chinesen Zhang Zhilei. Referee Howard Foster beendete den Kampf aufgrund einer starken Schwellung des rechten Auges bei Joyce, nachdem er diese zuvor zweimal durch den Ringarzt hatte untersuchen lassen.
Am 23. September 2023 verlor er auch den Rückkampf gegen Zhang Zhilei durch K. o. in der dritten Runde. Eine weitere Niederlage erlitt er am 27. Juli 2024 nach Punkten gegen Derek Chisora.
Am 5. April 2025 verlor er nach Punkten gegen Filip Hrgović.

## Liste der Profikämpfe
| 16 Siege (15 K.-o.-Siege), 3 Niederlagen, 0 Unentschieden |               |                                                 | |                                          |
| Jahr                                                      | Tag           | Ort                                             | Gegner | Ergebnis für Joyce                       |
| 2017                                                      | 20. Oktober   | The O2 Arena, London, Großbritannien            | Ian Lewison Profidebüt | Sieg / TKO 8. Runde                      |
| 2018                                                      | 16. Februar   | York Hall, London, Großbritannien               | Rudolf Jozic | Sieg / KO 1. Runde                       |
| 2018                                                      | 17. März      | York Hall, London, Großbritannien               | Donnie Palmer | Sieg / KO 1. Runde                       |
| 2018                                                      | 5. Mai        | The O2 Arena, London, Großbritannien            | Lenroy Thomas Commonwealth-Schwergewicht-Meisterschaft                                                                                                 | Sieg / KO 2. Runde                       |
| 2018                                                      | 15. Juni      | York Hall, London, Großbritannien               | Ivica Bacurin | Sieg / KO 1. Runde                       |
| 2018                                                      | 30. September | Citizens Business Bank Arena, Ontario, USA      | Iago Kiladze | Sieg / KO 5. Runde                       |
| 2018                                                      | 1. Dezember   | Staples Center, Los Angeles, USA                | Joe Hanks WBA-Continental Schwergewicht-Meisterschaft                                                                                                  | Sieg / KO 1. Runde                       |
| 2019                                                      | 23. Februar   | The O2 Arena, London, Großbritannien            | Bermane Stiverne Commonwealth-Schwergewicht-Titelverteidigung                                                                                          | Sieg / TKO 6. Runde                      |
| 2019                                                      | 18. Mai       | Lamex Stadium, Stevenage, Großbritannien        | Alexander Ustinov | Sieg / TKO 3. Runde                      |
| 2019                                                      | 13. Juli      | The O2 Arena, London, Großbritannien            | Bryant Jennings | Punktsieg (einstimmig) / 12 Runden       |
| 2020                                                      | 25. Juli      | BT Sport Studio, Stratford, Großbritannien      | Michael Wallisch | Sieg / TKO 3. Runde                      |
| 2020                                                      | 28. November  | Church House, Westminster, Großbritannien       | Daniel Dubois WBC-Silber Schwergewicht-Meisterschaft WBO-International Schwergewicht-Meisterschaft Commonwealth-Schwergewicht-Meisterschaft            | Sieg / KO 10. Runde                      |
| 2021                                                      | 24. Juli      | The SSE Arena Wembley, London, Großbritannien   | Carlos Takam WBC-Silber Schwergewicht-Titelverteidigung WBO-International Schwergewicht-Titelverteidigung Commonwealth-Schwergewicht-Titelverteidigung | Sieg / TKO 6. Runde                      |
| 2022                                                      | 2. Juli       | The SSE Arena Wembley, London, Großbritannien   | Christian Hammer WBC-Silber Schwergewicht-Titelverteidigung WBO-International Schwergewicht-Titelverteidigung                                          | Sieg / TKO 4. Runde                      |
| 2022                                                      | 24. September | Manchester Arena, Manchester, Großbritannien    | Joseph Parker WBO-Interim Schwergewicht-Weltmeisterschaft                                                                                              | Sieg / KO 11. Runde                      |
| 2023                                                      | 15. April     | Copper Box, London, Großbritannien              | Zhang Zhilei WBO-Interim Schwergewicht-Titelverteidigung                                                                                               | Niederlage / TKO 6. Runde                |
| 2023                                                      | 23. September | The SSE Arena Wembley, London, Großbritannien   | Zhang Zhilei WBO-Interim Schwergewicht-Weltmeisterschaft                                                                                               | Niederlage / KO 3. Runde                 |
| 2024                                                      | 16. März      | Resorts World Arena, Birmingham, Großbritannien | Kash Ali | Sieg / KO 10. Runde                      |
| 2024                                                      | 24. Juli      | The O2, London, Großbritannien                  | Dereck Chisora | Punktniederlage (einstimmig) / 10 Runden |
| 2025                                                      | 5. April      | Co-op Live, Manchester, Großbritannien          | Filip Hrgović | Punktniederlage (einstimmig) / 12 Runden |
| Quelle: Joseph Joyce in der BoxRec-Datenbank              |               |                                                 | |                                          |